# رشکک پنج‌خال
رشکک پنج‌خال (نام علمی: Zygaena trifolii) نام یک گونه از تیره جنگل‌بانان است.این‌گونه از آفریقای شمالی، تا غرب مدیترانه، بریتانیای کبیر و مرکز اروپا تا اوکراین یافت میشود. پهنای بال‌هایش ۲۸ تا ۳۳ میلی‌متر است.